# Боско (Салерно)
Боско је насеље у Италији у округу Салерно, региону Кампанија.
Према процени из 2011. у насељу је живело 684 становника. Насеље се налази на надморској висини од 381 м.